# يوري فيداتوف
يوري فيداتوف [(الروسية: Ю́рий Ви́кторович Федо́тов)، 1947 - 2022) هو دبلوماسي روسي رفيع المستوى. عمل منذ عام 2010 وحتى عام 2020 كالمدير التنفيذي لمكتب الأمم المتحدة المعني بالمخدرات والجريمة مع رتبة وكيل الأمين العام، بعد أن شغل سابقا منصب سفير روسيا لدى المملكة المتحدة.
تخرج فيداتوف من معهد موسكو الحكومي للعلاقات الدولية عام 1971.
وقد شغل العديد من المناصب في السلك الدبلوماسي في الأمم المتحدة، وعمل في السفارات السوفيتية في الجزائر والهند.
عام 2002 أصبح نائب وزير الاتحاد الروسي للشؤون الخارجية وبقي في هذا المنصب حتى عام 2005. في الفترة من 2005 حتى عام 2010 شغل منصب سفير روسيا لدى محكمة سانت جيمس.

## المهنة
شغل يوري فيداتوف منصب المدير التنفيذي لمكتب الأمم المتحدة المعني بالمخدرات والجريمة (UNODC) برتبة وكيل الأمين العام. وكان قد عين في هذا المنصب من قبل الأمين العام للأمم المتحدة بان كي مون يوم 9 يوليو 2010. كما تولى الإدارة العامة لمكتب الأمم المتحدة في فيينا (UNOV).  وشملت أدواره تعزيز المبادئ الأساسية (الشفافية في العمل، والمساءلة، والتوزيع الجغرافي والتوازن بين الجنسين) ودفع الإصلاحات التي أطلقها الأمين العام لتكييف الأمم المتحدة لمواجهة التحديات العالمية للقرن الحادي والعشرين، بما فيها: تغير البيئة، وحصول الجميع على الصحة والطاقة والأمن الغذائي والمائي، وزيادة التعاون والتنسيق الدولي والإقليمي بين الأنشطة للتنمية والرعاية الاجتماعية، ومنع الاتجار بالبشر، وحماية الشباب من الإدمان على المخدرات وحمايتهم من فيروس نقص المناعة البشرية / الإيدز.
قبل تعيينه في هذا المنصب، شارك فيدوتوف في العديد من المناقشات بين الهيئات التداولية الرئيسية للأمم المتحدة في مدينة نيويورك.
كما شغل منصب عضو في هيئة المفوضين للجنة الأمم المتحدة السابقة للرصد والتحقيق والتفتيش في العراق.